# クリア・オスティリア
座標: 北緯41度53分35秒 東経12度29分07秒 / 北緯41.89306度 東経12.48528度
クリア・ホスティリア（ラテン語: Cūria Hostīlia、クーリア・ホスティーリア。ホスティリウス議事堂とも）は、共和政ローマの最初の元老院の議事堂である。ロームルスの時代に建設されたという伝説があり、トゥッルス・ホスティリウスが再建したとされる。

## 歴史

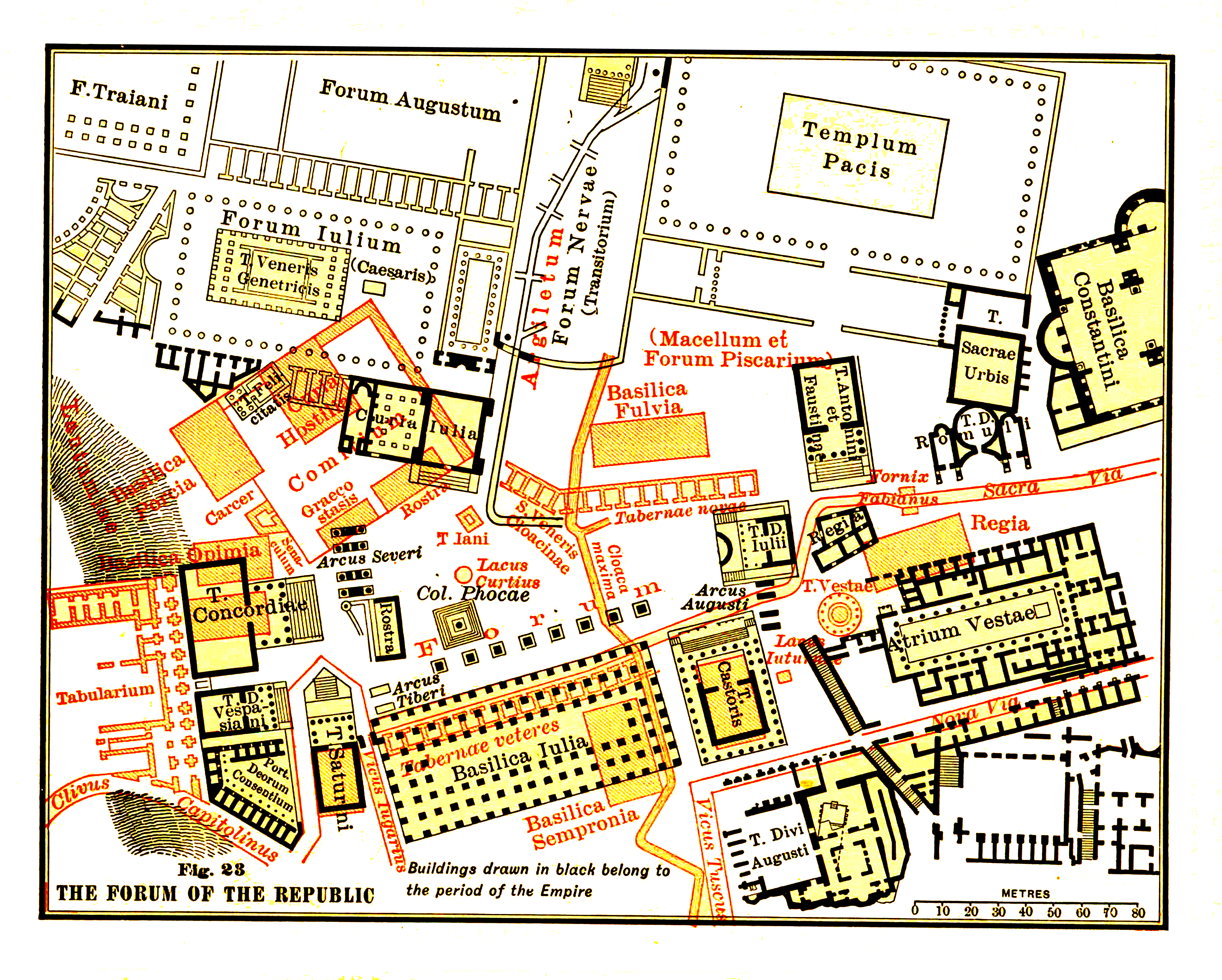
フォロ・ロマーノの地図にコミティウムとクリア・ホスティリアの推定位置を重ねた図

この場所には古くから古代ローマ市民の集会所があった。さらに以前にはウゥルカーヌス神の小さな神殿があったとされ、王への献辞が刻まれた大理石の石碑のある石祭壇が見つかっている。この場所は周囲からは隔絶されており、低いコンクリートの塀で囲まれ、歩行者が入り込めないようになっていた。また、コミティウムの北側にあったことは、多くの文献で一致している。コミティウムには円形に並んだ座席があったと言われており、中心のロストラ（演説壇）で行われる演説を市民が聞くときの座席になると共に、クリア・ホスティリアの入り口に向かう階段の役目も果たしていた。Stambaughはクリア・ホスティリアの位置について、「フォルム・ロマヌム全体を支配するように高台の上に築かれた」としている。もしそうだとすれば、クリア・ホスティリアは共和政ローマの強さの象徴となっていたと考えられる。
クリア・ホスティリアは3つの部屋のある建物で、その正面にローマ市民が集まるコミティウムと呼ばれる広場があった。
しかし、詳細はあまり判っていない。多数の文献に記されている特徴として、建物の西側の壁の外面に "Tabula Valeria" という壁画が描かれていたという。これは紀元前263年、執政官マニウス・ウァレリウス・マクシムス・メッサッラが第一時ポエニ戦争でカルタゴ軍に勝利した戦いを描いたものとされている。大プリニウスは、この種の絵画としてはローマ初だとしている。
恐らく定期的な会議のほとんどがこの議事堂で行われたが、ルキウス・コルネリウス・スッラは元老院の議員数を増やし、手狭となったクリア・ホスティリアを拡張した。紀元前52年、プブリウス・クロディウス・プルケルの遺体を内部で燃やしたため焼け落ち、恐らく紀元前46年までに、スッラの息子ファウストゥスがクリア・コルネリアを建設したが、ユリウス・カエサルがそれを取り壊して、クリア・ユリアの建設を開始し、アウグストゥスが奉献した。